# Ervin Mészáros
Ervin Mészáros (* 2. April 1877 in Budapest, Österreich-Ungarn; † 21. Mai 1940 ebenda) war ein ungarischer Fechter.

## Leben
Ervin Mészáros nahm an den Olympischen Spielen 1912 in Stockholm mit dem Säbel in der Einzel- und der Mannschaftskonkurrenz teil. Im Einzel erreichte er gemeinsam mit sechs weiteren Ungarn und einem Italiener die Finalrunde und platzierte sich hinter seinen Landsmännern Jenő Fuchs und Béla Békessy auf dem dritten Rang, womit er die Bronzemedaille gewann. Im Mannschaftswettbewerb blieb er mit der ungarischen Equipe ungeschlagen und wurde Olympiasieger.
Sein Bruder Lóránt Mészáros war ebenfalls Fechter.